# Árvai Jolán
Árvai Jolán (Igrici, 1947. július 9. – Budapest, 2001. december 14.) magyar dokumentumfilm rendező, szerkesztő, producer.

## Életpályája
1947-ben született a Borsod-Abaúj-Zemplén vármegyei Igriciben. Középiskoláit Miskolcon végezte. Felsőfokú tanulmányait pedig 1969-1974 között az ELTE magyar-népművelés és esztétika szakán folytatta. Már ezt megelőzően, 1966-1968 között asszisztensként dolgozott a Pannónia Filmstúdióban. 1975-1999 között a Magyar Televízió előbb külsős, majd belsős munkatársa volt. Eközben, 1986-tól a Fiatal Művészek Stúdiójának volt a vezetője.
Kő, a víz és a kutya című filmjét független rendezőként 2001-ben készítette el, és ezzel mutatkozott be az az évi Magyar Filmszemlén is.
Tagja volt a Nemzeti Kulturális Alap Film és Videó Szakmai Kollégiumának és a Magyar Mozgókép Alapítvány Játékfilmes kuratóriumnak.
2001-ben hosszas betegség után hunyt el.

## Filmjei
Több film elkészítésében vett részt.
- A térkép, a tájoló és... (kisjátékfilm), munkatárs
- Boldog lovak (játékfilm, 1996), producer
- Közjáték (rövid játékfilm, 1993) (TV-film), producer
- Széljegyzetek Casanovához (kisjátékfilm, 1993), producer
- Ördög vigye (játékfilm, 1992), producer
- Jön a medve! (játékfilm, 1989) (TV-film), producer
- Rock '85 (dokumentumfilm, 1985), rendező
- Kő, a víz és a kutya (dokumentumfilm), rendező
- Ünnep - Makk Károly és vendégei (TV-film), riporter

## Díjak, kitüntetések
Több szakmai díj, elismerés tulajdonosa.

### Kollektív díjak
- 1978 - Nívó díj (Csak ülök és mesélek)
- 1980 - Nívó díj (Siker)

### Önálló alkotó díjak
- 1980 - 20. Miskolci tévéfesztivál, Kategória díj (Jazz parlando)
- 1980 - 20. Miskolci tévéfesztivál, Kategória díj (Mindenki cirkusza)
- 1981 - Nívó díj (Vendégek)
- 1981 - Kritikusok díj (Szamuráj)
- 1984 - 24. Miskolci tévéfesztivál, SZOT fődíj (Vétlenek)
- 1988 - 28. Miskolci tévéfesztivál, Kategória díj (Rockfogyatkozás)

### Produceri díjak
- 1989 - Vezetői Nívó díj
- 1993 - Balázs Béla díj
- 1996 - 27.Magyar Filmszemle, Produceri díj
- 1999 - Magyar Televízió Rt., Produceri Nívódíj